# Gooh
Gooh, i marknadsföring ofta skrivet gooh!, är ett svenskt varumärke för kyld färdigmat som sedan 2024 ägs av Atria. Det lanserades 2005 av företaget Gooh AB och var ursprungligen ett samarbete mellan Lantmännen och restaurangföretaget Nobis/Operakällaren.
Försäljning sker via dagligvarubutiker. Tidigare hade Gooh egna måltidsbutiker, bland annat en på Stockholms centralstation, och en webbutik. Fram till mitten av 2010-talet komponerades maträtterna av Stefano Catenacci, som var kökschef på restaurangen Operakällaren i Stockholm.

## Historia
Idén till Gooh föddes 2001 och efter testkörning registrerades företagsnamnet 2005. Gooh är en akronym för Gott och hälsosamt. Den första Gooh-butiken öppnades på Norrlandsgatan i Stockholm i september samma år. Därefter öppnades fler butiker och Gooh sålde även produkter till hotell och restauranger. 2007 inleddes samarbete med dagligvarubutiker och 2010 lanserades Gooh även i andra delar av Sverige än Stockholmsregionen. Produktionen skedde i Almnäs utanför Södertälje, men flyttades till Järna 2010. År 2016 avslutade Lantmännen samarbetet med Operakällaren och 2024 blev Gooh en del av Atria.

## Produkterna och förpackningarna
Maten förbereds och tillsluts i vakuumförpackningar, med MicVac-metoden, och tillagas i mikrovågsugn. Sortimentet har varierat under åren och i början av 2025 bestod det av ett tiotal olika kylda portionsrätter med kött, fågel och vegetariskt. Om konsumenten värmer upp en obruten förpackning i mikrovågsugn ger den ifrån sig ett tjutande ljud när maten är varm.